# بوكيت (تطبيق)
بوكيت يعرف سابقا باقرأها لاحقا (Read It Later) هو تطبيق وخدمة ويب مجال المفضلات الاجتماعية، هو متوفر في عدة انظمة تشغيل منها ماك أوس، مايكروسوفت ويندوز، آي أو إس، أندرويد، ويندوز فون، بلاك بيري، KoboeReaders. التطبيق طُور أساساً كتطبيق سطح المكتب. تملكه شركة موزيلا، المطور لمتصفح فايرفوكس.

## الوظيفة
التطبيق يسمح للمستخدم بحفظ المقالات أو صفحات المواقع في خوادم عن بعد لقرائتها لاحقاً. بعدها يتم ارسالها إلى قائمة المستخدم (يتم مزامنه جميع الاجهزة المتصلة) لقرائتها بدون اتصال بالانترنت. بوكيت يقوم بإزالة الهوامش والإعلانات الجانبية من المقال أو الصفحة ويسمح للمستخدم بإضافة علامات مرجعية لسهوله الوصول لها في وقت لاحق.

## التاريخ
أصدر بوكيت في أغسطس 2007 كإضافة في متصفح فايرفوكس، باسم اقرأها لاحقا بواسطة ناثان وينير. بمجرد وصول عدد المستخدمين إلى مليون مستخدم إنتقل إلى وادي السيليكون. ثم انضم أربعة أشخاص إلى فريق عمل اقرأها لاحقا. كانت نية وينير أن يكون التطبيق مثل TiVo لمحتوى الويب وإعطاء المستخدمين إمكانية الوصول إلى هذا المحتوى على أي جهاز.
اقرأها لاحقا  حصل على رأس مال استثماري ب 2.5 مليون دولار في عام 2011 وفي عام 2012 حصل على 5.0 مليون دولار كإستثمار إضافي. بالإضافة إلى بعض المستثمرين الملاك (مستثمر ملاك) الذين لم يذكر اسمائهم، جاءت الأموال من Foundation Capital، Baseline Ventures، Google Ventures و Founder Collective.رفضت الشركة عرض الاستحواذ من قبل Evernote بعد أن أبدت مخاوف من أن Evernote تعتزم إغلاق خدمة اقرأها لاحقا ودمج وظائفها في الخدمة الرئيسية لـ Evernote.
في البداية كانت النسخة المجانية والمدفوعة - بما في ذلك الميزات الإضافية - من تطبيق اقرأها لاحقاً متاحة. بعد تغيير العلامة التجارية بوكيت ، أصبحت جميع الميزات المدفوعة متاحة في تطبيق مجاني وخالي من الإعلانات. في مايو 2014، تم تقديم خدمة اشتراك مدفوعة تسمى Pocket Premium ، تم تقديم خاصية إضافة خدمة تخزين جانبي للمقالات وأدوات بحث أكثر قوة.
في يونيو 2015، تمت إضافة بوكيت كميزة افتراضية متكاملة مع لمتصفح الويب فايرفوكس، عبر زر شريط الأدوات والارتباط للمستخدم في قائمة الإشارات المرجعية. كان التكامل مثيرًا للجدل، حيث أظهر المستخدمون مخاوفهم بشأن الدمج المباشر للخدمة المسجلة الملكية في برمجيات مفتوحة المصدر، وأنه لا يمكن تعطيله تمامًا دون تعديل الإعدادات المتقدمة، وعلى عكس إضافات الطرف الثالث بالإمكان التعديل وحذفها. صرح متحدث باسم موزيلا بأن الميزة كانت تهدف إلى رفع شعبية الخدمة بين مستخدمي Firefox وأوضح أن جميع التعليمات البرمجية المتعلقة بالتكامل كانت مفتوحة المصدر. وأضاف المتحدث أنه حصل على الكثير من التعليقات الإيجابية حول التكامل من المستخدمين".
في 27 فبراير 2017، أعلنت بوكيت أنه تم الحصول عليها من قبل شركة موزيلا، الذراع التجاري لمجموعة فايرفوكس للتنمية غير الربحية. صرح موظفو موزيلا بأن بوكيت ستستمر في العمل كشركة مستقلة وتابعة، ولكن سيتم دعمه كجزء من مشروع "Context Graph".
في مايو 2025، أعلنت موزيلا إيقاف بوكيت بحلول 8 يوليو 2025، مع إتاحة إمكانية تصدير المواد المحفوظة للمستخدمين حتى 8 أكتوبر 2025.

## قاعدة المستخدم
التطبيق يحتوي على 17 مليون مستخدم ومليار مقال محفوظ، واعتبارًا من سبتمبر 2015. تستخدم بعض التطبيقات، مثل Flipboard و Google Currents و Twitter ، واجهة برمجة تطبيقات بوكيت . تم إدراج بوكيت بين أفضل تطبيقات أندرويد لـ تايم في عام 2013.

## روابط إضافية
- الموقع الرسمي